# 贝林琼
贝林琼，是西班牙卡斯蒂利亚-拉曼恰昆卡省的一个市镇。总面积80平方公里，
2001年普查人口總數為359人，人口密度為每平方公里4人。